# فرانسيسكو كوديرا
فرنسسكو كُودِيرا زيدين (بالإسبانية: Francisco Codera)‏ Francisco Codera Zaidín ـ (23 يونيو 1836 ـ 1917) هو مستشرق ومؤرخ وباحث إسباني، يعد ـ وفقًا للدكتور محمود علي مكي ـ مؤسس المدرسة الاستشراقية الإسبانية الحديثة، ويعتبره مكي من أكثر الباحثين تجردًا ونزاهة في الحكم على الحقبة الإسلامية من تاريخ إسبانيا. يقال إنه عربي الأصل. كان يسمي نفسه بالعربية «الشيخ فرنسشكه قدارة زيدين».
ولد في بلدة فونث التابعة لمقاطعة وشقة بمنطقة أراغون. كان أستاذاً للعربية في جامعة مدريد، وينسب إليه الفضل في تنشيط الدراسات العربية في إسبانيا. صار عضواً في «الأكاديمية الإسبانية»، وفي «أكاديمية التاريخ» في مدريد.

## آثاره
من آثاره:
- المكتبة الأندلسية Biblioteca Arabico – Hispana: أصدر منها عشرة مجلدات، معظمها معاجم لتراجم علماء الأندلس،[3] وعاونه فيها تلميذه خليان ربيرة.
- «مبحث في النقود العربية الإسبانية» مدريد، سنة 1879 م.
- «دور ضرب النقود العربية ـ الإسبانية»، مدريد سنة 1879 م.
- «النقود العربية في طرطوشة»، خيرون، سنة 1881 م.
- «أهمية المصادر العربية»، مدريد سنة 1910 م.